# Mottramita
La mottramita és un mineral de la classe dels vanadats. Rep el seu nom de la localitat de Mottram (Gran Bretanya), on va ser descoberta l'any 1876. Pertany al grup de l'adelita-descloizita de minerals.

## Característiques
Químicament és un vanadat de plom i coure, hidroxilat. De la mateixa manera que els membres del grup de l'adelita-descloizita al qual pertany, cristal·litza en el sistema cristal·lí ortoròmbic. La mottramita és l'anàleg amb coure de la descloizita, també d'aquest grup. Forma una sèrie de solució sòlida amb la descloizita, en la qual la substitució gradual del coure per zinc va donant els diferents minerals de la sèrie. Una segona sèrie és la que forma amb la duftita, en la qual es va substituint el vanadi per arsènic. A més dels elements de la seva fórmula, PbCu(VO₄)(OH), sol portar com a impuresa petites quantitats de zinc. Pot ser extret al costat d'altres minerals com a mena del plom i coure.
Segons la classificació de Nickel-Strunz, la mottramita pertany a «08.BH: Fosfats, etc. amb anions addicionals, sense H₂O, amb cations de mida mitjana i gran, (OH, etc.):RO₄ = 1:1» juntament amb els següents minerals: thadeuïta, durangita, isokita, lacroixita, maxwellita, panasqueiraïta, tilasita, drugmanita, bjarebyita, cirrolita, kulanita, penikisita, perloffita, johntomaïta, bertossaïta, palermoïta, carminita, sewardita, adelita, arsendescloizita, austinita, cobaltaustinita, conicalcita, duftita, gabrielsonita, niquelaustinita, tangeïta, gottlobita, hermannroseïta, čechita, descloizita, pirobelonita, bayldonita, vesignieïta, paganoïta, jagowerita, carlgieseckeïta-(Nd), attakolita i leningradita.

## Formació i jaciments
És un mineral molt comú que es forma com a mineral secundari. Apareix amb freqüència principalment a la zona d'oxidació de jaciments d'altres minerals, normalment de minerals de metalls amb vanadi. Sol trobar-se associada a altres minerals com: vanadinita, piromorfita, mimetita, descloizita, cerussita, duftita, wulfenita, atzurita o dioptasa. Als territoris de parla catalana ha estat descrita a la mina Maria Magdalena (Ulldemolins, Tarragona).

## Varietats
La duhamelita és una varietat de mottramita que conté calci i bismut, en general amb hàbit acicular, desacreditada per la IMA com a espècie des del 2002. Trobada originàriament a Lousy Gulch, Payson District, Arizona, Estats Units.